# Вильнёв-Лекюсан
Вильнёв-Лекюса́н (фр. Villeneuve-Lécussan, окс. Vièlanava de Lecussan) — коммуна во Франции, находится в регионе Юг — Пиренеи. Департамент — Верхняя Гаронна. Входит в состав кантона Монрежо. Округ коммуны — Сен-Годенс.
Код INSEE коммуны — 31586.

## География
Коммуна расположена приблизительно в 650 км к югу от Парижа, в 95 км к юго-западу от Тулузы.
По территории коммуны протекают реки Сав и Савер (фр. Savère).

## Климат
Климат умеренно-океанический. Зима мягкая и снежная, весна характеризуется сильными дождями и грозами, лето сухое и жаркое, осень солнечная. Преобладают сильные юго-восточные и северо-западные ветры.

## Население
Население коммуны на 2010 год составляло 545 человек.
| 1962 | 1968 | 1975 | 1982 | 1990 | 1999 | 2010 |
| ---- | ---- | ---- | ---- | ---- | ---- | ---- |
| 508  | 460  | 436  | 441  | 477  | 493  | 545  |

## Администрация
| Период | Период | Фамилия         | Партия | Примечания |
| ------ | ------ | --------------- | ------ | ---------- |
| 1995   | 2014   | Патрик Монтан   |        |            |
| 2014   | 2020   | Лионель Батмаль |        |            |

## Экономика
В 2010 году среди 346 человек трудоспособного возраста (15—64 лет) 257 были экономически активными, 89 — неактивными (показатель активности — 74,3 %, в 1999 году было 69,4 %). Из 257 активных жителей работали 244 человека (131 мужчина и 113 женщин), безработных было 13 (7 мужчин и 6 женщин). Среди 89 неактивных 29 человек были учениками или студентами, 35 — пенсионерами, 25 были неактивными по другим причинам.